# Live (album de Mass Hysteria, 1998)
Pour l'album de même nom sorti en 2011, voir Live (album de Mass Hysteria, 2011).
Pour les articles homonymes, voir Liste des albums intitulés Live.
Albums de Mass Hysteria
Le Bien-être et la Paix
(1997) Contraddiction
(1999)
Live est le 1er album "en concert" du groupe de metal industriel français Mass Hysteria, sorti le 6 Octobre 1998.

## Production
Il a été enregistré en live au Spectrum à Montréal le 16 mai 1998 par Sylvain Gingras, et mixé au studio «Secret» à Paris en juillet 1998 par Éric Jeanne et Christophe Appel.

## Liste des morceaux
- Tous les titres sont signés par le groupe sauf indication.

1. Intro - 3:38
2. Knowlegde is power - 2:59
3. L'Homme qui en savait trop rien - 4:16
4. Donnez-vous la peine - 3:52
5. L'Effet papillon - 3:46
6. Respect to the dance-floor - 3:15
7. MH 2 C.E.S. - 3:59
8. Le Dernier Tango - 3:59
9. Refuse-resist (Max Cavalera / Sepultura) - 3:29 (reprise de Sepultura)

## Crédits
- Mouss Kelai — chant
- Yann Heurtaux — guitare
- Erwan Disez — guitare
- Stéphan Jaquet — basse
- Raphaël Mercier — batterie
- Overload System — samples et programmes